# Manfred Schäfer (Physiker)
Manfred Schäfer (* 30. April 1912 in Dresden; † 11. März 1996 in Göttingen) war ein deutscher Physiker und Hochschullehrer. 

## Leben
Manfred Schäfer wurde in Dresden geboren und studierte an der Technischen Hochschule Dresden. Im Jahre 1938 promovierte er bei Paul Eugen Böhmer mit der Dissertation Zeitgleichung und Keplersches Problem. Daraufhin wurde er wissenschaftlicher Assistent am Lehrstuhl für Technische Mechanik der TH Dresden. Durch eine Bekanntschaft mit Walter Tollmien wandte sich Schäfer der Strömungsforschung zu und veröffentlichte mit ihm eine Arbeit zur Windkanal-Theorie. 
Nach dem Ende des Zweiten Weltkrieges gelangte Manfred Schäfer nach Göttingen, wo er an der Aerodynamischen Versuchsanstalt arbeitete. Aus der AVA ging 1948 das Max-Planck-Institut für Strömungsforschung, heute Max-Planck-Institut für Dynamik und Selbstorganisation hervor und im Jahre 1957 wurde Schäfer Leiter der Instituts-Abteilung für Gasdynamik. Im Jahre 1962 folgte Schäfer einem Ruf als Hochschullehrer an die Technische Universität Clausthal.

## Fernschach
Manfred Schäfer gehörte dem Schachverein Tempo Göttingen an. Seit 1986 trug er den Titel Internationaler Meister im Fernschach. Seine höchste Elo-Zahl im Fernschach war 2515 im Jahre 1993.

## Publikationen
- Zeitgleichung und Keplersches Problem, TH Dresden, Dissertation, 1938.
- Zur Theorie der Windkanalturbulenz, zus. m. Walter Tollmien, 1941.
- Eine einheitliche Charakteristikenmethode zur Behandlung gemischter Unterschall-Überschallströmungen, Journal of Rational Mechanics and Analysis, Vol. 2, 1953.
- Über die stetige Rückkehr gestörter Überschallströmungen in den Unterschallbereich bei gemischten Strömungsfeldern, Journal of Rational Mechanics and Analysis, Vol. 5, No. 2, 1956.
- Als Herausgeber: Miszellaneen der Angewandten Mechanik. Festschrift Walter Tollmien zum 60. Geburtstag, Akademie-Verlag, Berlin 1962.